# Garuda (Film)
Garuda (Alternativtitel: Garuda – The Beast of Bangkok, Thai: ปักษาวายฺ) ist ein thailändischer Action- und Horror-SciFi des Unternehmens R.S. Film und ist der erste Kinofilm des Unternehmens. Auf dem Filmfest Bangkoks erhielt R.S. Film einen Award für diesen Film.
In der weiblichen Hauptrolle agiert das deutsch-thailändische Model Sara Legge, die zu Drehbeginn weder eine Schauspielausbildung noch Erfahrungen im Spielfilmbereich besaß.

## Etymologie
Der ursprüngliche thailändische Titel Paksa Wayu (Thai:ปักษาวายฺ) bedeutet „Vogel des Windes“. Er ist angelehnt an „Wayu-Paksa“, einem Vogel aus der thailändischen Literatur. Er wurde schon im Traiphum Phra Ruang erwähnt, dem ersten großen Werk der thailändischen Literatur, das vom späteren König Li Thai im Jahre 1340 geschrieben wurde. Der „Wayu-Paksa“ ist ebenfalls das Symbol des thailändischen Finanzministeriums.
Der Garuda hingegen ist in der indischen Mythologie ein schlangentötendes halb mensch-, halb adlergestaltiges Reittier des Vishnu, er ist das persönliche Emblem des thailändischen Königs. Er wurde wohl von den westlichen Verleihern aus Unkenntnis über die thailändische Mythologie als titelgebende Figur gewählt.

## Handlung
Prolog und Vorgeschichte
In grauer Vorzeit herrschten geflügelte, als Einzelgänger lebende Kreaturen über den asiatischen Kontinent. In jener Zeit wurde auch ein mächtiger Mutant namens Garuda geboren, der stärker und kräftiger war als alle anderen Lebewesen. Gegen Ende der sogenannten „Goldenen Zeit“ tötete das Wesen seine Gefährten und verspeiste sie, woraufhin er von einigen Artgenossen gefangen und verbannt wurde.
An der pakistanischen Grenze des Jahres 1977 macht der französische Archäologe Dr. Jeanvier einen erstaunlichen Fund. In einer Höhle entdeckt er Hinweise für die Existenz eines prähistorischen Flugwesens. Noch bevor er jedoch die Ausgrabungsstelle näher untersuchen kann, wird diese von der pakistanischen Luftwaffe bombardiert und zerstört. Der Wissenschaftler rettet sich in höchster Not mit einer versteinerten Kralle in die Freiheit.
Gegenwart
2005 ist der öffentliche Nahverkehr in Bangkok weit mehr gefragt als früher. Bangkok Metropolis beschließt daraufhin den Ausbau seines U-Bahn-Netzes und plant vor allem die umliegenden Vorstädte sowie Ortschaften mit dem U-Bahn-Netz erreichbar zu machen. Doch bei einem Tunnelbau in 80 m Tiefe kommt es zu einem Desaster, als der Bautrupp unerwartet auf Überreste einer mystischen Kreatur stößt, welche seit tausenden von Jahren ungestört unter der Erde verharrte.
Unterdessen bittet die attraktive Archäologin Leena, Tochter Dr. Jeanviers, die thailändische Regierung um eine Genehmigung für archäologische Grabungen, mit dem Ziel, die Theorie ihres inzwischen verstorbenen Vaters zu manifestieren. Ihr Wunsch, Überreste einer mysteriösen Spezies von Vogelmenschen zu suchen, wird aufgrund ihrer ethnischen Herkunft – Leena ist lediglich Halb-Thailänderin – abgewiesen. Die verschmähte Hauptdarstellerin ist tief enttäuscht.
 Zwei Monate später werden sie und ihr US-amerikanischer Assistent Tim – trotz des vorherrschenden latenten Rassismus – gebeten, den Krisenstab der thailändischen Regierung fachlich zu unterstützen. In einem vom thailändischen Militär bewachten U-Bahn-Schacht wird der erstaunten Leena ein mysteriöses Fossil überreicht. Die Archäologin ist sogleich fasziniert, da sie den Beweis für die Evolution von Flugsauriern in den Händen zu halten wähnt. Kurz darauf müssen die Wissenschaftler mit ansehen, wie das Militär völlig rücksichtslos und gewaltsam den Eingang einer Höhle offenlegt. Im Inneren entdecken die Anwesenden neben versteinerten Bäumen einen gewaltigen, vogelähnlichen Kadaver. Zwischen den Archäologen und dem Spezialkommando kommt es zu Unstimmigkeiten, und das Militär übernimmt die Führung. Leena und Tim werden verhaftet und kurzzeitig in einen stillgelegten Raum interniert.
Während die Soldaten letzte Vorbereitungen treffen, das in einer eigenartigen Starre befindliche Ungetüm zu eliminieren, wird Garuda unsanft durch einen Energiestoß erweckt. Im weitläufigen Tunnelsystem eröffnet das flugfähige Monstrum eine nahezu lautlose und tödliche Jagd. Einheiten eines Spezialkommandos unter Führung von Tan Toschai wehren sich unter großen Verlusten gegen das „göttliche“ Ungetüm. Doch die Bemühungen des Militärs, Garuda am Entkommen zu hindern, schlagen fehl. Kommandant Toschai bildet mit den beiden Zivilisten, Leena und Tim, eine Zweckgemeinschaft und flieht an die Oberfläche. Garuda folgt ihnen, da Leenas Glücksbringer, eine versteinerte Kralle, bei ihm Begehrlichkeiten weckt. Bangkok befindet sich nun in Angst und Schrecken. Am Ende lockt Leena – zeitlich versetzt wurde Tim getötet – das Ungetüm mit ihrem Fossil auf das Dach eines Wolkenkratzers. Dort kommt es zum Showdown. Tan verletzt Garuda inmitten von erbittert geführten Kampfhandlungen schwer; das Wesen ist fortan flugunfähig. Mit einer List gelingt es Leena und Tan, Garuda in die Tiefe stürzen zu lassen.

## Kritiken
„Mit billigen Effekten, Schießereien und jeder Menge Worthülsen angefüllter Fantasy-Film in ‚Godzilla‘-Nachfolge. Nur für hartgesottene Trash-Fans.“